# Puig de Pedra-Sot del Pí
Puig de Pedra-Sot del Pí – miejscowość w Hiszpanii, w Katalonii, w prowincji Barcelona, w comarce Maresme, w gminie Premià de Dalt.
Według danych INE z 2005 r. miejscowość zamieszkiwało 618 osób.